# 胸さわぎの土曜日
『胸さわぎの土曜日』（むなさわぎのどようび）は、2001年4月14日から同年9月29日までフジテレビ系列局で放送されていたフジテレビ製作のバラエティ番組である。松下電器産業（現・パナソニック）の一社提供。放送時間は毎週土曜 23:30 - 翌0:00 （日本標準時）。

## 概要
スタジオにゲストと観覧希望者を招いて行われていた公開番組で、タイトル通りに土曜深夜に放送されていた。番組はゲストとのトークと、ジョビジョバのマギー以外のメンバーが作ったドキュメントバラエティ企画のVTRをメインに据えていた。この他にも音楽企画やドラマ企画があった。
明石家さんまが『ヤングタウン土曜日』で語るところによると、ほぼ決定していた『エブナイTHURSDAY』の放送枠昇格を押し退けての番組スタートであり、『エブナイ』出演者の雨上がり決死隊等は非常に悔しがっていた。

## 出演者
- 筧利夫
- ジョビジョバ
- 後藤理沙
- FANTA ZERO COASTER
- 雨宮朋絵

## オープニングテーマ
- Hey Girl （FANTA ZERO COASTER）